# NGC 3749
NGC 3749 (другие обозначения — ESO 320-8, MCG −6-26-2, AM 1133—374, IRAS11333-3743, PGC 35861) — спиральная галактика (Sa) в созвездии Центавр.
Этот объект входит в число перечисленных в оригинальной редакции «Нового общего каталога».
Галактика наблюдается с ребра и в ней заметно искривление тонкого диска с двух сторон. Причем деформации симметричны. Они вероятно вызваны гравитационным взаимодействием галактики в группе. 